# لئوناس گلرماناس
لئوناس گلرماناس (لیتوانیایی: Leonas Gelermanas) بازیکن فوتبال اهل لیتوانی بود.
وی همچنین در تیم ملی فوتبال لیتوانی بازی کرده‌است.